# Firstvet
FirstVet är ett globalt djurhälsobolag som erbjuder veterinärtjänster från licensierade veterinärer via deras app och hemsida. Företag har också en e-handel i Sverige, där de erbjuder både djurfoder och tillbehör för djur. 
FirstVet verkar i Sverige, Norge, Danmark, Finland, Tyskland, Storbritannien och USA.
Företaget grundades i Sverige 2016 med fokus på att göra djurvård mer tillgänglig. De erbjuder veterinärtjänster både via sina mobilapplikationer och via sina hemsidor. Sedan lanseringen har FirstVet genomfört över 1 miljon veterinärkonsultationer med djurägare.

## Expansion
År 2017 ingick FirstVet sitt första partnerskap med det svenska djurförsäkringsbolaget Svedea, för att erbjuda sina tjänster kostnadsfritt i samarbete. Andra försäkringsbolag följde snart efter, och från och med 2022 erbjuder FirstVet kostnadsfria konsultationer i samarbete med över 60 försäkringspartners i Europa och USA.
År 2018 expanderade FirstVet till Finland. År 2019 öppnade FirstVet verksamhet i Storbritannien, Danmark och Norge. År 2020 öppnade FirstVet sin veterinärverksamhet i USA och Tyskland.
År 2021 utökade FirstVet sin verksamhet till att också sälja djurfoder och andra djurprodukter via sin e-handel i Sverige.

## Finansiering
FirstVets externa investerare inkluderar bland annat Mubadala Capital, OMERS Ventures, Creandum och Cathay Innovation.